# مارچیوئه
مارچیوئه (به اسپانیایی: Marchigüe) یک شهرستان‌ در شیلی است که در استان کاردنال کارو واقع شده‌است. مارچیوئه ۶۵۹٫۹ کیلومتر مربع مساحت و ۶٬۸۵۵ نفر جمعیت دارد و ۱۲۴ متر بالاتر از سطح دریا واقع شده‌است.